# Samaritaine (Metro de Charleroi)
La estación de Samaritaine es una estación de la red de Metro de Charleroi, operada por la línea .

## Presentación
Esta es la estación más frecuentada de la línea , debido a la proximidad con el centro de Charleroi y con un gran centro comercial adyacente que dispone de tiendas y cines. La decoración es parecida a la de la estación Gazomètre.

## Accesos
- Rue Samaritaine